# TAFE (entreprise)
 (janvier 2024).
La mise en forme du texte ne suit pas les recommandations de Wikipédia : il faut le « wikifier ».
Les points d'amélioration suivants sont les cas les plus fréquents :
- Les titres sont pré-formatés par le logiciel. Ils ne sont ni en capitales, ni en gras.
- Le texte ne doit pas être écrit en capitales (les noms de famille non plus), ni en gras, ni en italique, ni en « petit »…
- Le gras n'est utilisé que pour surligner le titre de l'article dans l'introduction, une seule fois.
- L'italique est rarement utilisé : mots en langue étrangère, titres d'œuvres, noms de bateaux, etc.
- Les citations ne sont pas en italique mais en corps de texte normal. Elles sont entourées par des guillemets français : « et ».
- Les listes à puces sont à éviter, des paragraphes rédigés étant largement préférés. Les tableaux sont à réserver à la présentation de données structurées (résultats, etc.).
- Les appels de note de bas de page (petits chiffres en exposant, introduits par l'outil «  Source ») sont à placer entre la fin de phrase et le point final[comme ça].
- Les liens internes (vers d'autres articles de Wikipédia) sont à choisir avec parcimonie. Créez des liens vers des articles approfondissant le sujet. Les termes génériques sans rapport avec le sujet sont à éviter, ainsi que les répétitions de liens vers un même terme.
- Les liens externes sont à placer uniquement dans une section « Liens externes », à la fin de l'article. Ces liens sont à choisir avec parcimonie suivant les règles définies. Si un lien sert de source à l'article, son insertion dans le texte est à faire par les notes de bas de page.
- La présentation des références doit suivre les conventions bibliographiques. Il est recommandé d'utiliser les modèles {{Ouvrage}}, {{Chapitre}}, {{Article}}, {{Lien web}} et/ou {{Bibliographie}}. Le mode d'édition visuel peut mettre en forme automatiquement les références.
- Insérer une infobox (cadre d'informations à droite) n'est pas obligatoire pour parachever la mise en page.

Pour une aide détaillée, merci de consulter Aide:Wikification.
Si vous pensez que ces points ont été résolus, vous pouvez retirer ce bandeau et améliorer la mise en forme d'un autre article.
Tractors & Farm Equipment Limited - TAFE Ltd est un fabricant indien de machines agricoles basé à Chennai, en Inde. C'est le troisième fabricant de tracteurs au monde et le deuxième en Inde en volume.

## Histoire

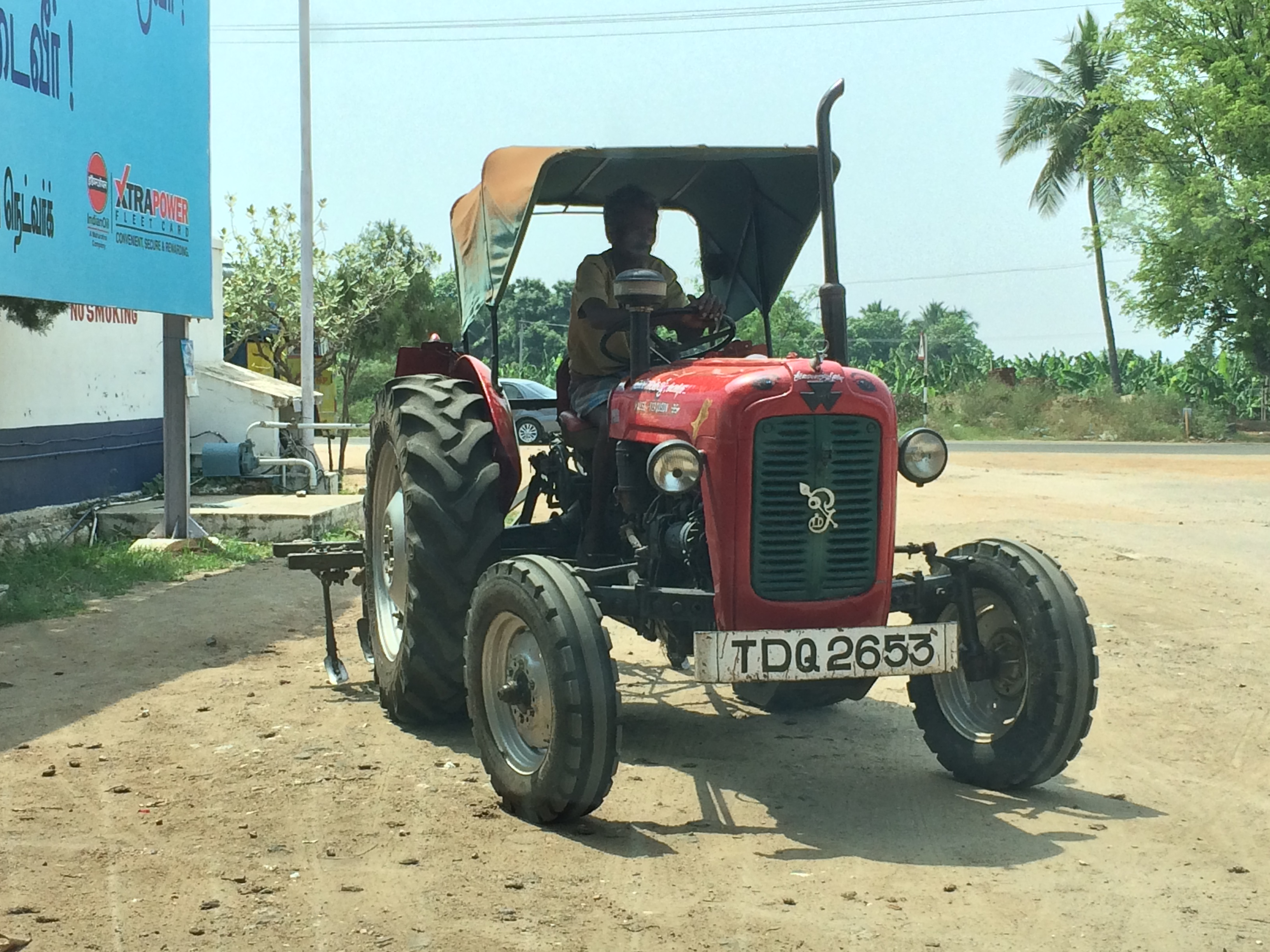
TAFE Massey Ferguson 25HP - Un tracteur qui est resté très longtemps un best seller en Inde

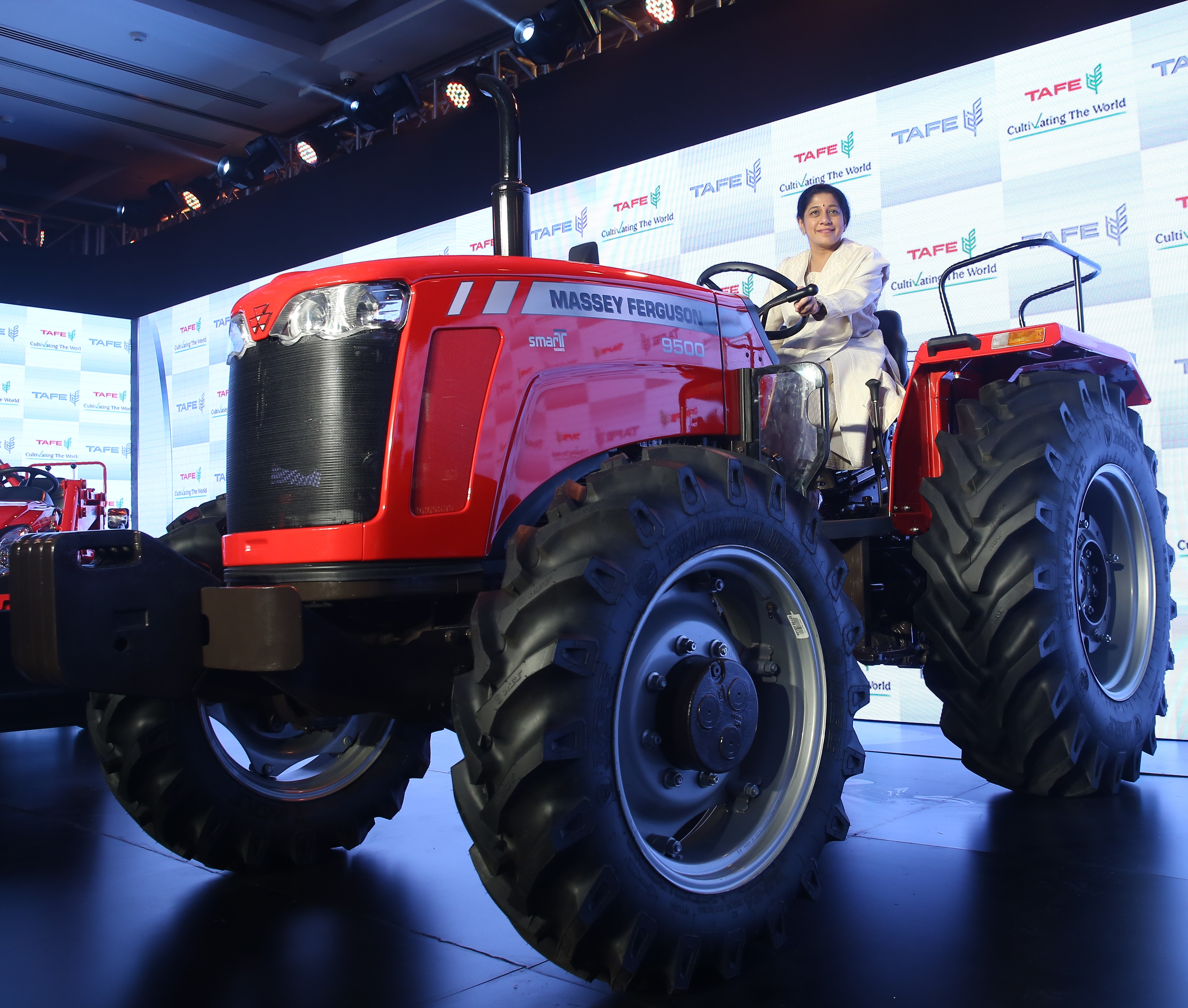
La Présidente et CEO de TAPE, Mallika Srinivasan sur un tracteur MF 9500 SMART en 2016

TAFE – Tractors & Farm Equipment Limited est un fabricant indien de tracteurs agricoles, fondé en 1960 à Chennai, avec un chiffre d'affaires annuel de 10 000 crores INR. Troisième plus important fabricant de tracteurs au monde et deuxième en Inde en termes de volumes, TAFE Ltd détient environ 25 % de part de marché de l'industrie indienne des tracteurs avec une vente de plus de 180 000 tracteurs par an. TAFE Ltd est un partenaire d'AGCO Corporation et de sa marque Massey Ferguson en Inde depuis plus de 60 ans. TAFE Ltd est également un actionnaire important d'AGCO Corporation aux États-Unis, un fabricant américain de tracteurs et de matériel agricole avec un chiffre d'affaires annuel de 11,1 milliards de US dollars.
TAFE Ltd dispose d'un réseau de distribution de plus de 1 600 concessionnaires qui vendent ses tracteurs sous quatre marques : Massey Ferguson India, TAFE Tractors, Eicher Tractors et IMT. TAFE Ltd exporte ses tracteurs dans plus de 100 pays dans le monde.
Outre les tracteurs, TAFE Ltd et ses filiales est présent dans d'autres domaines tels que les machines agricoles, les moteurs et groupes électrogènes diesel, les plastiques techniques, les engrenages et composants de transmission, les batteries, les pompes et cylindres hydrauliques, les franchises de véhicules de tourisme et les plantations.
L'usine TAFE en Turquie fabrique une gamme de tracteurs pour alimenter le réseau de concessionnaires local d'AGCO. TAFE Ltd a acquis l'activité tracteurs, engrenages, composants de transmission et moteurs d'Eicher Motors en 2005 par l'intermédiaire d'une filiale en propriété exclusive, TAFE Motors & Tractors Limited (TMTL). Avec six usines de tracteurs, une usine de moteurs, deux usines d'engrenages et de composants de transmission, deux unités de plastiques techniques, deux installations de pompes et cylindres hydrauliques et une usine de batteries, entre autres installations, TAFE Ltd emploie plus de 3 500 ingénieurs, ainsi qu'un certain nombre de spécialistes. dans d'autres disciplines.
TAFE Ltd fait partie du conglomérat indien Amalgamations Group de Chennai, l'un des plus grands groupes polyvalent d'Inde, comprenant 40 sociétés impliquées dans la conception, le développement et la fabrication de moteurs diesel, de composants automobiles, de produits d'ingénierie, de plantations, de commerce et de services.